# Kocelj
Kocelj, knez (?, prva pol. 9. st. — ?, prije 880.), vladar državnih tvorevina na području Panonske nizine. Poistovjećivali su ga s franačkim arhontom Kocilom kojega spominje Konstantin Porfirogenet. Sin je i nasljednik moravskoga kneza Pribine, gospodara Nitre, koju su oko 833. napustili pod pritiskom kneza Mojmira. Tražili su utočište u Hrvata kod kneza Ratimira (u dva navrata), pa u Istočnoj marci i kod Bugara. Nakon što su pristali uz Ratpota 838., pokršteni su u Traismaueru. Godine 847. postao je donjopanonskim markgrofom sa sjedištem u Blatnom Gradu (Blatonski Kostel, danas Zalavár). Bio je podanik istočnofranačkoga vladara i prvotno podupiratelj germanske kolonizacije. Učvršćivao je kršćanstvo i gradio crkve. Na putu u Rim 867. posjetili su ga i dulje se zadržali u Blatnom Gradu braća Konstantin (Ćiril) i Metod te pobudili u njega veliko zanimanje za slavenske knjige, što mu je odredilo buduće držanje. Postupno se udaljio od Franaka, a nakon pobune slavenskih plemena duž istočne cijele franačke granice od Labe do Karantanije i Donje Panonije 869. protiv franačke vlasti, pristaje uz Slavene te vlada samostalno. Crkveno mu je država pod Solnogradskom nadbiskupijom, koja je ometala rad Konstantina i Metoda. S velikomoravskim knezovima Rastislavom i Svatoplukom pozvao je Metoda, nadbiskupa obnovljene Panonsko-srijemske nadbiskupije (sjedište: Blatni Grad) da se iz Rima vrati u Panoniju, i Metod je to učinio. God. 874. Kocelju su zbog »veleizdaje« oduzeti posjedi, izgubio je vlast, a na njegovo mjesto postavljen je grof Gozvin. Njegova Donjopanonska kneževina potpala je pod Franke, sporazumom između Franaka i Velike Moravske. Ferdo Šišić smatra da je Kocelj poginuo oko 876. kao zapovjednik Karlomanove vojske koja se borila protiv Hrvata. B. Ferjančić smatra da pohod nije bio uperen protiv Hrvata, nego protiv Polapskih Slavena.
Nakon Karlove smrti (887.) Arnulf Karantanski poduzima pohod protiv Svatopluka, a na franačkoj strani sudjeluje i knez Braslav. Tada Arnulf daje Braslavu upravu nad Donjom Panonijom (nekadašnjim Blatonskim Koštelom)

## Vanjske poveznice
- ur. sveska: Zrinka Nikolić Jakus, autor poglavlja Hrvoje Gračanin: BIBLIOTEKA POVIJEST HRVATASvezak I.Nova zraka u europskom svjetluHrvatske zemlje u ranome srednjem vijeku (oko 550 − oko 1150); Poglavlje: Donjopanonska kneževina, Matica hrvatska, Zagreb 2015. str. 15. – 21. u pdf-u ISBN 978-953-150-942-8 (svezak I.)